# La Vieille Garde (film)
Cet article concerne le film. Pour l'unité de la Grande Armée, voir Vieille Garde.
Pour plus de détails, voir Fiche technique et Distribution.
La Vieille Garde (Vecchia guardia) est un film italien réalisé par Alessandro Blasetti et sorti en 1934. Vecchia guardia est le film d'inspiration fasciste le plus célèbre de la cinématographie italienne.

## Synopsis
Octobre 1922. L'action se déroule dans une petite commune de l'Italie centrale, à la veille de la Marche sur Rome. Le film décrit l'ambiance de cette époque et les comportements et attitudes d'une famille bourgeoise acquise à la cause fasciste. 

## Fiche technique
- Titre original : Vecchia guardia
- Titre français : La Vieille Garde[1]
- Réalisation : Alessandro Blasetti
- Sujet : Giuseppe Zucca, Livio Apolloni
- Scénario : A. Blasetti, Giuseppe Zucca, Leo Bomba, Guido Albertini
- Assistant réalisateur : Flavio Calzavara
- Décors : Leo Bomba
- Photographie : Otello Martelli
- Montage : Ignazio Ferronetti
- Production : Fauno Film
- Directeur de production : Alfredo Viglietti
- Pays de production :  Royaume d'Italie
- Langue originale : italien
- Format : Noir et blanc
- Genre : Film historique
- Durée : 87 minutes
- Sortie :
  - Royaume d'Italie : 31 janvier 1935
  - France : 10 février 1942 (Saint-Avold)[1]

## Distribution
- Gianfranco Giachetti : le docteur Claudio Cardini
- Mino Doro : Roberto, son fils aîné
- Franco Brambilla : le fils cadet
- Maria Puccini : Lina, son épouse
- Graziella Antonelli : Lucietta, sa belle-sœur
- Barbara Monis : l'institutrice
- Ugo Ceseri : Marcone
- Umberto Sacripante : le fou Tralico
- Alfredo Varelli
- Cesare Zoppetti

Acteurs non crédités
- Andrea Checchi : Pompée

## Réception par la critique
« Le souci du régime fasciste italien de relancer la production en choisissant un système mixte qui fait se côtoyer un secteur d'État et un secteur privé implique que l'on ne donne pas la priorité aux films de propagande. De fait, les œuvres aux intentions politiques déclarées sont rares », écrit Jean A. Gili dans son ouvrage consacré à l'histoire du cinéma italien. Vecchia guardia est donc une entreprise exceptionnelle, marquée par un engagement « non dénué de sincérité » en faveur du fascisme italien et du squadrisme.
Loué par la presse italienne de l'époque, Vecchia guardia est une œuvre révélatrice des pouvoirs de la propagande par le cinéma. « Si pour une œuvre si pure et désintéressée, on peut utiliser le mot de propagande, rarement le fascisme a une propagande meilleure », s'exclame le chroniqueur Filippo Sacchi dans les colonnes du Corriere della sera (16 janvier 1935).
Jean A. Gili explique, en définitive, que « s'il demeurait quelque ambiguïté sur le contenu idéologique du film, elle ne résisterait pas aux évidences : avec l'habileté qui le caractérise, notamment dans la recréation d'une atmosphère riche d'authenticité, Blasetti fait œuvre de cinéaste profondément convaincu de l'excellence du nouveau pouvoir au service duquel il met son intelligence. »